# 鳴瀬まみ
鳴瀬 まみ（なるせ まみ、8月28日 - ）は、日本の女性声優。アーツビジョン所属。滋賀県出身。

## 人物
日本ナレーション演技研究所卒業。
方言は関西弁、京都弁。趣味・特技は歌、読書、料理、イラスト、目薬を真横からさす事。

## 出演作品

### 映画
- 交通戦士トラフィックマン（2002年）※日本写真映像専門学校2002年度卒業制作

### OVA
- 新宿シンちゃんよいこの交通安全（2012年）※新宿区広報ビデオ

### ゲーム
- ロボダッチはちゃめちゃ大作戦（2009年、タマコローラー）
- Enkeltbillet（2014年、カミラ・ホルツ[3]）
- マジカ★マジカ（2014年、田端鈴芽[4]）
- アイドル事変（2015年、若代愛菜[5]）

### オーディオブック
- audiobook.jp
  - 成瀬は天下を取りにいく（2024年、成瀬の母[6]）
  - 成瀬は信じた道をいく（2024年、成瀬美貴子[7]）
- Audible
  - 成瀬は天下を取りにいく（2024年、朗読[8]）
  - 成瀬は信じた道をいく（2024年、朗読[8]）

### 吹き替え

#### 映画
- スピーク（2011年、エルサ）

#### テレビドラマ
- ギルモア・ガールズ（2007年、キョン）
- エバーウッド 遥かなるコロラド（2008年、ER医）
- 太陽の女（2009年、ギョンミ）
- ミディアム6 霊能者アリソン・デュボア（2009年）
- ドラゴン桜〈韓国版〉（2010年、ナ・ヒョンジョン）
- デスパレートな妻たち7（2012年）
- ペク・ドンス（2012年、ファン・ジンジュ）